# Sozial Medizinischer Dienst Österreich
Der Sozial Medizinische Dienst Österreich (SMD) ist eine private Hilfsorganisation mit Sitz in Wien und Geschäftsstelle in Mönichkirchen-Aspang. Der Hauptaufgabenbereich der Organisation liegt im Rettungsdienst und Krankentransport sowie der mobilen Krankenpflege. Die Mitarbeiter sind neben ehrenamtlichen Helfern regelmäßig rotierend Zivildiener sowie hauptberufliche Mitarbeiter.

## Geschichte
Der SMD wurde in Wien im Jahr 1995 mit dem Hauptaugenmerk auf einen Lückenschluss im Bereich der mobilen Hauskrankenpflege gegründet. Lange Jahre bildeten die sozialen Dienste den Hauptaufgabenbereich des SMD.
Per Beschluss des Wiener Stadtsenats wurde die Hilfsorganisation per 1. Jänner 2004 als Krankenbeförderungsdienst nach dem Wiener Rettungs- und Krankentransportgesetz anerkannt und darf seitdem qualifizierte Krankentransporte durchführen.
Im Jahr 2008 hat der SMD zusätzlich den Status eines privaten Rettungsdienstes in Wien erhalten und betreibt eine Rettungsstation in Wien-Liesing. Seither hat sich der Tätigkeitsbereich stark in den Bereich des Rettungsdienstes verlagert, sodass der SMD heutzutage mehrere Rettungswägen und Notfallkrankenwägen rund um die Uhr an die Leitstelle der Berufsrettung Wien zur Verfügung stellt.
Am 1. Jänner 2018 nahm die Rettungsstation des SMD in Niederösterreich, in Aspang-Markt, ihren Betrieb auf. Der SMD ist seit diesem Zeitpunkt in Niederösterreich durch die Anerkennung als Rettungsdienst daher auch Zivildiensteinrichtung.

## Aufbau und Struktur

### Wien

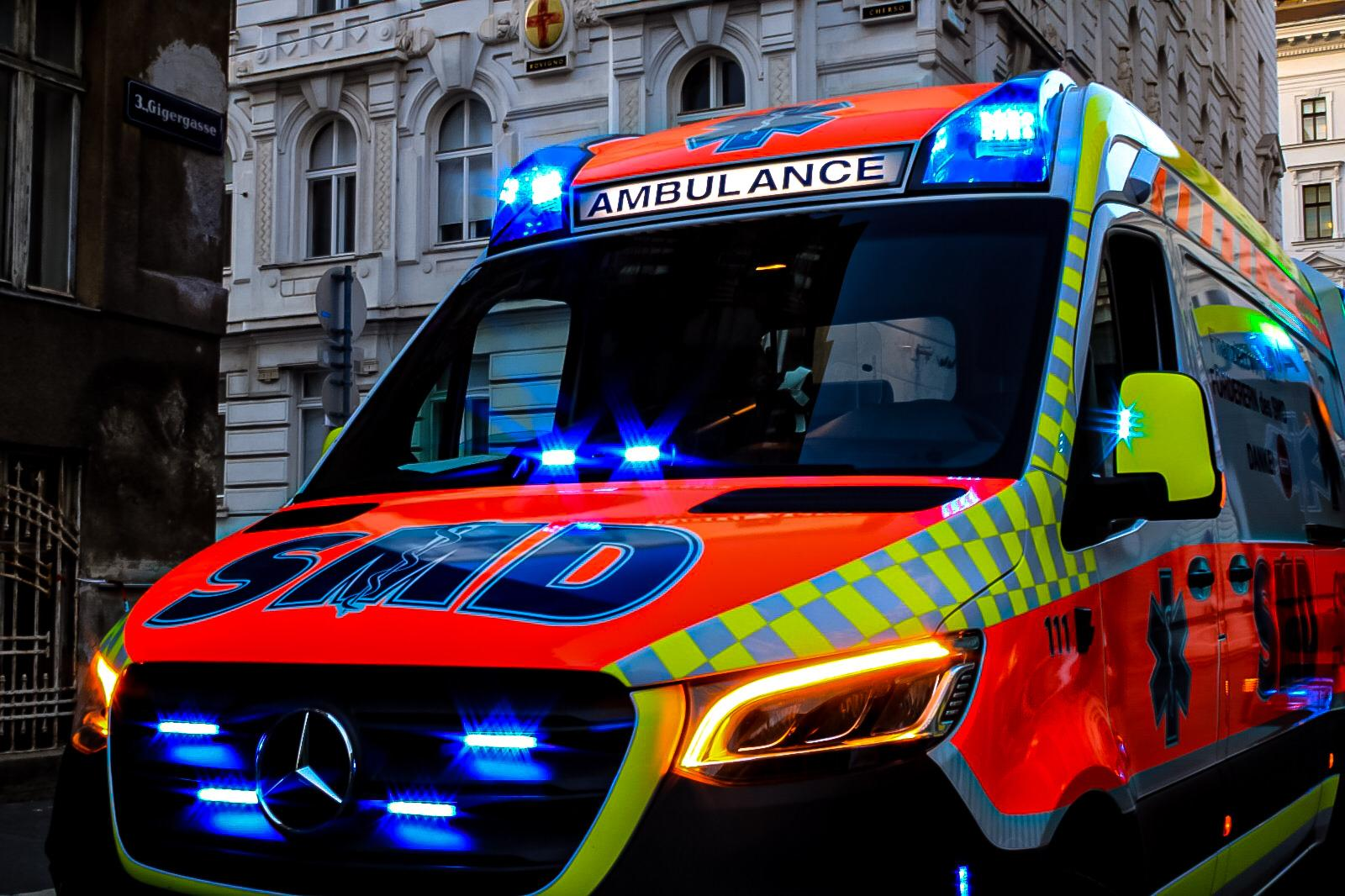
Rettungswagen des SMD in Wien

Die Wiener Rettungsstation des SMD befindet sich in der Steinergasse in Wien-Liesing. Von dort aus betreibt der SMD mehrere Rettungswägen und Notfallkrankenwägen, welche über die Leitstelle der Berufsrettung Wien disponiert werden. Diese Aufgaben werden nicht unmittelbar durch den Verein, sondern durch die Tochtergesellschaft „SMD Rettungsdienst und Krankentransport GmbH“ erfüllt. Neben dem Rettungsdienst werden auch akute Bluttransporte durch den SMD von Wien ausgehend durchgeführt.
Im Bereich der mobilen Betreuung besteht das Angebot insbesondere aus der Unterstützung im Haushalt, bei der täglichen Pflege, aus Besuchsdiensten oder der Betreuung bei Einkäufen und sonstigen Amtswegen. In diesem Zusammenhang werden unter anderem diplomierte Krankenschwestern oder ausgebildete Heimhilfen zur Verfügung gestellt.
Ebenso wird im Wiener Großraum eine Rettungshundestaffel durch den SMD betrieben. Diese kann unter anderem Flächen- oder Trümmersuchen durchführen. Der Verein vermittelt unter dem Projekt „SocialDogZ“ Besuchshunde und ist mit diesen in Altenheimen oder Kindergärten unterwegs.
Besondere Ambulanzstellungen des SMD in Wien bestehen insbesondere in der jährlichen Betreuung der Regenbogenparade und -ball sowie der Betreuung des ehemaligen Life Balls.
Das Ausbildungsangebot in Wien umfasst vor allem Erste-Hilfe-Kursangebote und die Ausbildung von Rettungs- und Notfallsanitätern. Seit dem Jahr 2023 bietet der SMD auch qualifizierte Krisenintervention (KIT) und professionelle Stressverarbeitung nach belastenden Einsätzen (SvE) an.
Der SMD finanziert sich Großteils über Spenden und führt das österreichische Spendengütesiegel. So wurden etwa im Jahr 2018 über 4,5 Millionen Euro an Spenden eingenommen.

### Mönichkirchen-Aspang
Der SMD betreibt in Aspang-Markt in Niederösterreich eine Dienststelle, über welche mehrere Rettungs- und Krankenwägen an die Leitstelle von Notruf Niederösterreich zur Verfügung gestellt werden. Der SMD führt so Rettungs- und Krankentransporte insbesondere im Raum der Gemeinden Mönichkirchen, Aspang sowie den umliegenden Gemeinden durch. Seit April 2022 führt der SMD über die Dienststelle Aspang-Mönichkirchen auch notarztbegleitende Intensivtransport in Form eines Sekundär-Notarztwagen durch. Das Fahrzeug ist 24/7 in Wien stationiert und wird über die Leitstelle Notruf Niederösterreich disponiert.